# Friedrich von Schuckmann

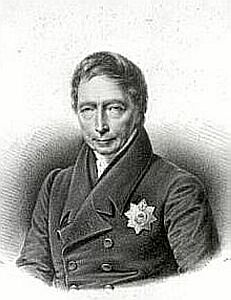
Friedrich von Schuckmann
(Quelle: Stadtmuseum Berlin)

Kaspar Friedrich von Schuckmann, auch Caspar Friedrich von S., ab 1834 Freiherr von Schuckmann (* 25. Dezember 1755 in Mölln (Mecklenburg); † 17. September 1834 in Berlin) war preußischer Staatsminister des Innern und Mitglied des Preußischen Staatsrates.

## Leben

### Herkunft
Friedrich von Schuckmann stammte aus einer ursprünglich Osnabrücker Kaufmannsfamilie Schuckmann, aus der die drei Brüder Hermann, Leonhard Heinrich (sein Großvater) und Johann Friedrich Schuckmann am 7. April 1732 in Wien durch Kaiser Karl VI. in den Reichsadelsstand erhoben worden waren.
Er war das fünfte von neun Kindern des dänischen Offiziers Kaspar Nikolaus von Schuckmann (1721–1797) und dessen Cousine Friederike Agnese Maria von Schuckmann (1726–1769) aus Bützow (Mecklenburg-Schwerin).

### Werdegang
Nach dem Besuch von 1772 bis 1775 als Zögling No. 606 der Ritterakademie in Dom Brandenburg studierte Schuckmann Rechtswissenschaften und Staatswissenschaften an der Universität Halle. Seit 1779 stand er in preußischem Staatsdienst und begann zunächst beim Kammergericht Berlin, später am Oberregierungsgericht zu arbeiten. 1786 wurde er Oberamtsregierungsrat in Breslau (Niederschlesien) und 1790 zusätzlich Oberbergrichter beim Oberbergamt Schlesien.
Fünf Jahre später (1791) übernahm er die Verwaltung der Fürstentümer Bayreuth und Ansbach und wurde zugleich Kammerpräsident der beiden Kriegs- und Domänenkammern. In diesem Amt bis zum Jahr 1807 erwarb er sich große Anerkennung.
Als die Fürstentümer Ansbach-Bayreuth 1806 von den Franzosen besetzt wurden, blieb er zunächst auf seinem Posten. Erst im Mai 1807, als sie ein geheimes Unternehmen gegen Bayreuth entdeckten, führten die Franzosen den dortigen höchsten preußischen Beamten Schuckmann in Gefangenschaft auf die Festung Mainz ab, obwohl er von der Aktion keinerlei Kenntnis hatte. Nach seiner Entlassung zog er sich auf sein Gut Hartlieb nach Schlesien zurück. Zuvor war er am 8. Oktober 1806 als Nachfolger von Karl von Ingersleben zum Präsidenten der Pommerschen Kriegs- und Domänenkammer ernannt worden, konnte seine Stelle aber nicht antreten.
Nach der „Verordnung über die veränderte Verfassung aller obersten Staatsbehörden in der Preußischen Monarchie“ vom „27sten October 1810“ gliederte sich das Ministerium des Innern in vier Bereiche, die nun statt Sektionen Abteilungen heißen: Die „Abtheilung der allgemeinen Polizey“, „Abtheilung für den Handel und die Gewerbe“, „Abtheilung für den Cultus und öffentlichen Unterricht“ und „Abtheilung für das Postwesen“.
Am 20. November 1810 erhielt Schuckmann als Geheimer Staatsrat die Leitung der Abteilungen für Handel und Gewerbe (dazu gehören auch das Berg-, Hütten- und Salinenwesen ebenso wie das Medizinwesen) sowie für Kultus und öffentlichen Unterricht. In dieser Funktion löste er Wilhelm von Humboldt (1767–1835) ab.
Bereits am 24. April 1812 wurde ihm die Leitung für Handel und Gewerbe entzogen und das „allgemeine Polizeidepartement“, jedoch „mit Ausnahme der Sicherheitspolizei“ übertragen. Das Handels- und Gewerbedepartement wurde dem Geheimen Staatsrat Johann August Sack anvertraut; Schuckmann behielt aber die Leitung für Kultus und öffentlichen Unterricht.
Anschließend wurde Schuckmann das erste Mal von 1814 bis 1819 preußischer Staatsminister des Innern. Sein Amtsvorgänger war der spätere Staatskanzler Karl August Fürst von Hardenberg (1750–1822) gewesen, sein Nachfolger nur für ein knappes Jahr 1819 Wilhelm von Humboldt. Anschließend bekleidete Schuckmann erneut das Amt des Innenministers, dem von 1819 bis 1830 auch das Polizeiministerium zugehörte. Ab 1830 beschränkte sich Schuckmann aufgrund seines hohen Alters auf die Aufgaben des Handels und Gewerbes, während Gustav von Brenn sich der Polizeiangelegenheiten annahm.
Als Innenminister zeichnete er am 31. Oktober 1816 gemeinsam mit Staatskanzler Fürst von Hardenberg die Urkunde mit den Statuten der Universität Berlin gegen, die zuvor der preußische König Friedrich Wilhelm III. unterzeichnet hatte. Damit wurde der Berliner Universität ihre offizielle Verfassung gegeben, in der die Ziele der Universität, ihre Struktur und Hierarchie, die interne Gerichtsbarkeit, der Vorlesungsbetrieb, die Studienbedingungen und anderes genau festgelegt wurden.
Ab 1818 umfasste Schuckmanns Innenministerium drei Abteilungen. Die „Erste Abtheilung“ unter Direktor Christian Philipp Koehler war zuständig für die Landschaften und Feuersozietäten. Die „Zweite Abtheilung“ leitete Direktor Friedrich Graf von Hardenberg, nicht zu verwechseln mit Staatskanzler Karl August von Hardenberg. Diese 2. Abteilung war zuständig für die „General-Commissionen“ und „Revisions-Collegia zur Regulierung der gutsherrlichen und bäuerlichen Verhältnisse“ sowie für die staatlichen „Stamm-Schäfereien zur Verbesserung und Beförderung der Schaafzucht“. Die „Dritte Abtheilung“ unter Johann Carl Ludewig Gerhard erhielt die Bezeichnung „Ministerium für das Bergwerks-, Hütten- und Salinen-Wesen“.
Als Innenminister war Schuckmann auch Leiter des Ministerialausschusses gegen demagogische Umtriebe, der „Königlichen Immediat-Untersuchungskommission zur Ermittlung hochverräterischer Verbindungen und staatsgefährlicher Umtriebe“. Seine Geisteshaltung zeigt sich in seiner Attacke gegen den Dichter E. T. A. Hoffmann: Hoffmann war ebenfalls in dieser Kommission tätig und scheute sich nicht, mit seinem „Meister Floh“ eine Satire gegen die Demagogenschnüffelei zu schreiben. Dafür beschimpfte Schuckmann ihn noch 1828, also Jahre nach Hoffmanns Tod, als bösen Geist der Kommission und als Wüstling.
Zu seinem 50-jährigen Dienstjubiläum wurde er am 11. Januar 1829 der sechste Ehrenbürger von Berlin.
Ende November 1833 deutete Schuckmann dem König seine Krankheit an: „Ich (bin) nun leider durch den hülfsbedürftigen Zustand meiner Gesundheit, die mir den ungezwungenen Gebrauch meiner Füße fast gänzlich versagt, sehr oft verhindert, den Sizzungen des Staats-Ministerii beizuwohnen.“ Infolgedessen bat Schuckmann jedoch nicht um Befreiung von den Sitzungen des Staatsministeriums, sondern um Freistellung „von der Bearbeitung der Angelegenheiten der allgemeinen Wittwen-Verpflegungs-Anstalt.“ Erst kurz vor seinem Tod 1834 schied Schuckmann mit 78 Jahren auch aus Altersgründen aus dem Staatsdienst aus.
Wenige Monate vor seinem Tod wurde er am 11. Januar 1834 in Berlin in den preußischen Freiherrnstand erhoben.

### Familie
Schuckmann heiratete 1789 in erster Ehe Leopoldine Margarethe von Röder (1769–1790), die Tochter des preußischen Generalmajors Friedrich Wilhelm von Roeder. In zweiter Ehe heiratete er am 25. April 1791 Henriette Augusta Eleonore Freiin von Lüttwitz (1769–1799), der Goethe im Spätsommer 1790 einen Heiratsantrag gemacht hatte. Sie war die Tochter eines Landschaftsrepräsentanten. Das Paar hatte eine Tochter:
- Henriette Marianne (1796–1857) ⚭ Karl Freiherr von Lüttwitz (* 1779)[10]

In dritter Ehe heiratete Schuckmann deren Schwester Eleonore Freiin von Lüttwitz (1755–1834). Aus der Ehe entstammt:
- Luise Henriette (* 1801) ⚭ 1833 Julius Freiherr von Lüttwitz (* 1800)[12]
- Marie (* 1803), Stiftsdame von Keppel
- Karl Friedrich August (1817–1867)[13]

⚭ 27. Juli 1843 Therese Auguste Johanna von Frankenberg-Lüttwitz (1824–1855)
⚭ 13. Oktober 1857 Angelika von Frankenberg-Lüttwitz (1822–1892) (Schwester von Therese), Eltern von Otto von Schuckmann

## Orden und Ehrenzeichen
- Schwarzer-Adler-Orden
- Roter-Adler-Orden I. Klasse
- Großkreuz des Österreichisch-Kaiserlichen Leopold-Ordens
- Großkreuz des Hausordens vom Goldenen Löwen

## Schriften
- Bemerkungen über des Herrn Regierungsraths von Raumer Schrift: Das Brittische Besteuerungssystem, insbesondere die Einkommensteuer, dargestellt mit Hinsicht auf die in der Preuß. Monarchie zu treffenden Einrichtungen. Nicolai, Berlin 1810 Digitalisat